# Раціонал

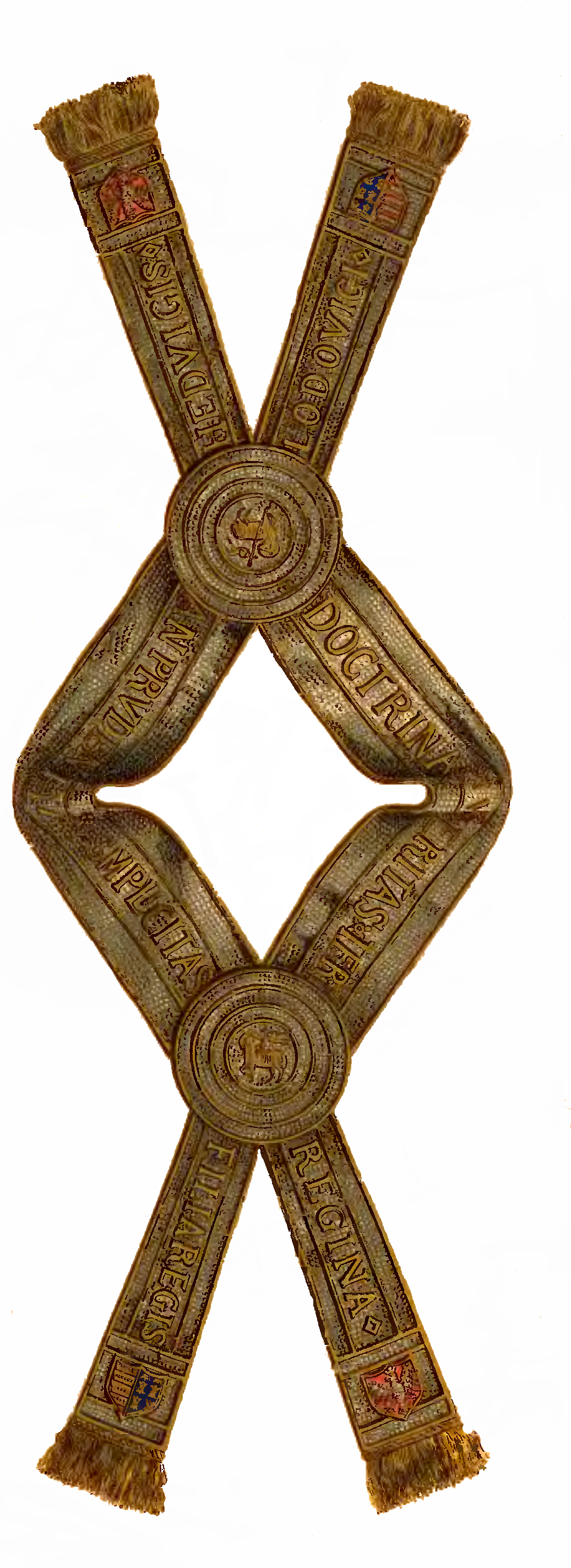

Раціонал — елемент одягу католицького єпископа. Видавався як відзнака за заслуги. Комір-накидка, прикрашений стрічками. Носиться поверх казули, подібно паліуму. Після рішень Другого Ватиканського собору не використовується, за винятком єпископів Айхштадта, Падерборн, Туля і Кракова. Раціонал Краківського єпископа відрізняється від інших формою — дві стрічки, що спускаються з плечей і пересічні на грудях і на спині, скріплені в місцях перетину медальйонами.